# Lamellenring
Ein Lamellenring ist ein Maschinenelement zur axialen Lagesicherung von Bolzen in Bohrungen oder von Bauteilen, beispielsweise Wälzlagern, auf einer Welle oder Achse. Er ist ähnlich aufgebaut wie ein Sicherungsring und benötigt wie dieser in der Bohrung bzw. Welle eine Nut, die in die Welle von außen eingestochen, in die Bohrung von innen einstech-gedreht oder aber gefräst wird.
Dementsprechend gibt es Innen-Lamellenringe für die Bohrungsmontage und Außen-Lamellenringe für die Wellenmontage. Der Unterschied besteht in der Bauform. Zur Montage und Demontage benötigt man keine Sicherungsringzange. Vorteilhaft ist zudem der geringere Raumbedarfs durch das Fehlen der nach innen bzw. nach außen weisenden Enden. Je nach Belastungsart gibt es einfach gewundene oder doppelt gewundene Lamellenringe.
Anwendungen sind die axiale Begrenzung, Fixierung und Verspannung von Bauteilen, aber auch – anstelle von Kolbenringen – das Abdichten von verbrauchten Kolben bei Verbrennungsmotoren und Kompressoren.
Lamellenringe werden je nach Anwendungsfall, anliegendem Material und Temperaturbeständigkeit bevorzugt aus den Materialien 1.0605, 1.1221, 1.8159 oder 1.4310 hergestellt.